# CART-Saison 2001
Die CART-Saison 2001 war die 23. Saison der amerikanischen CART-Rennserie und die 80. Meisterschaftssaison im US-amerikanischen Formelsport.

## Hintergrund
Das Auftaktrennen fand am 11. März in Monterrey (Mexiko) und das Finale am 4. November 2001 in Fontana (USA) statt.
Der Brasilianer Gil de Ferran verteidigte seinen Fahrertitel mit dem Team Penske.
Alle Teams starteten mit Firestone-Reifen in die 21. Saisonrennen. Das Indianapolis 500 gehörte nicht zur Meisterschaft. Zum ersten Mal startete die Serie in Großbritannien und Deutschland.
Am Ende der Saison verließ Firestone als Reifenlieferant die Serie. Das Team Penske wechselte in die IndyRacingLeage (IRL).

## Saisonverlauf
Gil de Ferran war der Fahrer mit der besten Beständigkeit während der Saison. Kenny Bräck, Hélio Castroneves und Cristiano da Matta feierten je drei Rennsiege, einen mehr als De Ferran. Trotzdem gewann er die Meisterschaft vor Bräck mit einem Vorsprung von 36 Punkten.
Beim Rennen auf dem Eurospeedway Lausitz hatte Alex Zanardi einen schweren Unfall, bei dem er beide Beine verlor.
Drei europäische Fahrer konnten in dieser Saison Rennen gewinnen; Kenny Bräck aus Schweden, Massimiliano Papis aus Italien und der Brite Dario Franchitti. Den Titel "Rookie of the Year" ging an den späteren sechsfachen IndyCar-Meister Scott Dixon.

## Teams und Fahrer
| Team                 | Chassis     | Motor            | Nr. | Fahrer               | Rennen          |
| -------------------- | ----------- | ---------------- | --- | -------------------- | --------------- |
| Team Penske          | Reynard 01i | Honda HR-1       | 1   | Gil de Ferran        | 1 – 21          |
| Team Penske          | Reynard 01i | Honda HR-1       | 3   | Hélio Castroneves    | 1 – 21          |
| Chip Ganassi Racing  | Lola B01/00 | Toyota RV8E      | 4   | Bruno Junqueira      | 1 – 21          |
| Chip Ganassi Racing  | Lola B01/00 | Toyota RV8E      | 12  | Nicolas Minassian    | 1 – 7           |
| Chip Ganassi Racing  | Lola B01/00 | Toyota RV8E      | 12  | Memo Gidley          | 8 – 21          |
| Walker Motorsport    | Reynard 01i | Toyota RV8E      | 5   | Toranosuke Takagi    | 1 – 21          |
| Newman-Haas Racing   | Lola B01/00 | Toyota RV8E      | 6   | Cristiano da Matta   | 1 – 21          |
| Newman-Haas Racing   | Lola B01/00 | Toyota RV8E      | 11  | Christian Fittipaldi | 1 – 21          |
| Team Rahal           | Lola B01/00 | Ford-Cosworth XF | 7   | Max Papis            | 1 – 21          |
| Team Rahal           | Lola B01/00 | Ford-Cosworth XF | 8   | Kenny Bräck          | 1 – 21          |
| Bettenhausen Racing  | Lola B01/00 | Ford-Cosworth XF | 16  | Michel Jourdain jr.  | 1 – 21          |
| PacWest Racing       | Reynard 01i | Toyota RV8E      | 17  | Maurício Gugelmin    | 1 – 21          |
| PacWest Racing       | Reynard 01i | Toyota RV8E      | 18  | Scott Dixon          | 1 – 21          |
| Patrick Racing       | Reynard 01i | Toyota RV8E      | 19  | Townsend Bell        | 16 – 17         |
| Patrick Racing       | Reynard 01i | Toyota RV8E      | 20  | Roberto Moreno       | 1 – 21          |
| Patrick Racing       | Reynard 01i | Toyota RV8E      | 40  | Jimmy Vasser         | 1 – 21          |
| Dale Coyne Racing    | Lola B2K/00 | Ford-Cosworth XF | 19  | Michael Krumm        | 1 – 2           |
| Dale Coyne Racing    | Lola B2K/00 | Ford-Cosworth XF | 21  | Luiz Garcia jr.      | 1 – 2           |
| Sigma Autosport      | Lola B01/00 | Ford-Cosworth XF | 22  | Oriol Servià         | 1 – 21          |
| Arciero-Blair Racing | Lola B2K/00 | Ilmor            | 25  | Max Wilson           | 1 – 4           |
| Arciero-Blair Racing | Lola B2K/00 | Ford-Cosworth XF | 25  | Max Wilson           | 6 – 11, 13 – 19 |
| Arciero-Blair Racing | Lola B2K/00 | Ford-Cosworth XF | 25  | Alex Barron          | 20 – 21         |
| Team Green           | Reynard 01i | Honda HR-1       | 26  | Paul Tracy           | 1 – 21          |
| Team Green           | Reynard 01i | Honda HR-1       | 27  | Dario Franchitti     | 1 – 21          |
| Team Motorola        | Reynard 01i | Honda HR-1       | 39  | Michael Andretti     | 1 – 21          |
| Forsythe Racing      | Reynard 01i | Ford-Cosworth XF | 32  | Patrick Carpentier   | 1 – 21          |
| Forsythe Racing      | Reynard 01i | Ford-Cosworth XF | 33  | Alex Tagliani        | 1 – 21          |
| Forsythe Racing      | Reynard 01i | Ford-Cosworth XF | 77  | Bryan Herta          | 1 – 21          |
| Fernández Racing     | Reynard 01i | Honda HR-1       | 51  | Adrián Fernández     | 1 – 21          |
| Fernández Racing     | Reynard 01i | Honda HR-1       | 52  | Shinji Nakano        | 1 – 21          |
| Mo Nunn Racing       | Reynard 01i | Honda HR-1       | 55  | Tony Kanaan          | 1 – 21          |
| Mo Nunn Racing       | Reynard 01i | Honda HR-1       | 66  | Alex Zanardi         | 1 – 16          |
| Mo Nunn Racing       | Reynard 01i | Honda HR-1       | 66  | Casey Mears          | 18 – 21         |

## Statistik

### Rennergebnisse
| Nr. | Datum         | Rennen / Strecke                                                                               | Distanz (mi) | Gewinner           | Zweiter            | Dritter              |
| --- | ------------- | ---------------------------------------------------------------------------------------------- | ------------ | ------------------ | ------------------ | -------------------- |
| 1   | 11. März      | Tecate/Telmex Monterrey Grand Prix Presented by Herdez (Parque Fundidora) (O)                  | 164,112      | Cristiano da Matta | Gil de Ferran      | Paul Tracy           |
| 2   | 8. April      | Toyota Grand Prix of Long Beach (Long Beach Grand Prix Circuit) (T)                            | 161,376      | Hélio Castroneves  | Cristiano da Matta | Gil de Ferran        |
| 3   | 29. April     | Firestone Firehawk 600 Presented by Pioneer (Texas Motor Speedway) (O)                         | abgesagt     | abgesagt           | abgesagt           | abgesagt             |
| 4   | 6. Mai        | Lehigh Valley Grand Prix (Nazareth Speedway) (O)                                               | 212,850      | Scott Dixon        | Kenny Bräck        | Paul Tracy           |
| 5   | 18. Mai       | Firestone Firehawk 500K (Twin Ring Motegi) (O)                                                 | 311,349      | Kenny Bräck        | Hélio Castroneves  | Tony Kanaan          |
| 6   | 3. Juni       | Miller Lite 225 (The Milwaukee Mile) (O)                                                       | 232,200      | Kenny Bräck        | Michael Andretti   | Scott Dixon          |
| 7   | 17. Juni      | Tenneco Automotive Grand Prix of Detroit (Raceway at Belle Isle) (T)                           | 168,912      | Hélio Castroneves  | Dario Franchitti   | Roberto Moreno       |
| 8   | 24. Juni      | Freightliner/G. I. Joe's 200 Presented by Texaco/Havoline (Portland International Raceway) (P) | 149,644      | Massimiliano Papis | Roberto Moreno     | Christian Fittipaldi |
| 9   | 1. Juli       | Marconi Grand Prix of Cleveland Presented by Firstar Bank (Cleveland Street Course) (F)        | 210,600      | Dario Franchitti   | Memo Gidley        | Bryan Herta          |
| 10  | 15. Juli      | Molson Indy Toronto (Exhibition Place) (T)                                                     | 166,725      | Michael Andretti   | Alex Tagliani      | Adrián Fernández     |
| 11  | 22. Juli      | Harrah's 500 Presented by Toyota (Michigan International Speedway) (O)                         | 500          | Patrick Carpentier | Dario Franchitti   | Michel Jourdain jr.  |
| 12  | 29. Juli      | Target Grand Prix of Chicago Presented by Energizer (Chicago Motor Speedway) (O)               | 231,525      | Kenny Bräck        | Patrick Carpentier | Gil de Ferran        |
| 13  | 12. August    | Miller Lite 200 (Mid-Ohio Sports Car Course) (P)                                               | 187,414      | Hélio Castroneves  | Gil de Ferran      | Patrick Carpentier   |
| 14  | 19. August    | Motorola 220 (Road America) (P)                                                                | 182,16       | Bruno Junqueira    | Michael Andretti   | Adrián Fernández     |
| 15  | 2. September  | Molson Indy Vancouver (Concord Pacific Place) (T)                                              | 174,538      | Roberto Moreno     | Gil de Ferran      | Michael Andretti     |
| 16  | 15. September | The American Memorial (EuroSpeedway Lausitz) (O)                                               | 311,542      | Kenny Bräck        | Massimiliano Papis | Patrick Carpentier   |
| 17  | 22. September | Rockingham 500K (Rockingham Speedway) (O)                                                      | 207,060      | Gil de Ferran      | Kenny Bräck        | Cristiano da Matta   |
| 18  | 7. Oktober    | Texaco/Havoline Grand Prix of Houston (Houston Street Circuit) (T)                             | 152,700      | Gil de Ferran      | Dario Franchitti   | Memo Gidley          |
| 19  | 14. Oktober   | Honda Grand Prix of Monterey Featuring the Shell 300 (Laguna Seca) (P)                         | 170,088      | Massimiliano Papis | Memo Gidley        | Gil de Ferran        |
| 20  | 28. Oktober   | Honda Indy 300 (Surfers Paradise Street Circuit) (T)                                           | 181,675      | Cristiano da Matta | Michael Andretti   | Alex Tagliani        |
| 21  | 4. November   | Marlboro 500 Presented by Toyota (California Speedway) (O)                                     | 446,380      | Cristiano da Matta | Massimiliano Papis | Alex Tagliani        |

- Erklärung: O: Ovalkurs, T: temporäre Rennstrecke (Stadtkurs), P: permanente Rennstrecke, F: Flugplatzkurs

### Fahrer-Meisterschaft
| Pos. | Fahrer                | Punkte |
| ---- | --------------------- | ------ |
| 1.   | Gil de Ferran         | 199    |
| 2.   | Kenny Bräck           | 163    |
| 3.   | Michael Andretti      | 147    |
| 4.   | Hélio Castroneves     | 141    |
| 5.   | Cristiano da Matta    | 140    |
| 6.   | Massimiliano Papis    | 107    |
| 7.   | Dario Franchitti      | 105    |
| 8.   | Scott Dixon (R)       | 98     |
| 9.   | Tony Kanaan           | 93     |
| 10.  | Patrick Carpentier    | 91     |
| 11.  | Alex Tagliani         | 80     |
| 12.  | Jimmy Vasser          | 77     |
| 13.  | Roberto Moreno        | 76     |
| 14.  | Paul Tracy            | 73     |
| 15.  | Christian Fittipaldi  | 70     |
| 16.  | Bruno Junqueira (R)   | 68     |
| 17.  | Memo Gidley           | 65     |
| 18.  | Adrián Fernández      | 45     |
| 19.  | Oriol Servià          | 42     |
| 20.  | Michel Jourdain jr.   | 30     |
| 21.  | Tora Takagi (R)       | 29     |
| 22.  | Bryan Herta           | 28     |
| 23.  | Alex Zanardi          | 24     |
| 24.  | Maurício Gugelmin     | 17     |
| 25.  | Max Wilson (R)        | 12     |
| 26.  | Shinji Nakano         | 11     |
| 27.  | Nicolas Minassian (R) | 7      |
| 28.  | Casey Mears (R)       | 7      |
| 29.  | Alex Barron           | 4      |
| 30.  | Townsend Bell (R)     | 1      |
| 31.  | Michael Krumm (R)     | 0      |
| 32.  | Luiz Garcia Jr.       | 0      |

(R) = Rookie